# Charlot emigrante
Charlot emigrante (The Immigrant) è un cortometraggio interpretato, diretto e prodotto da Charlie Chaplin; fu proiettato la prima volta il 17 giugno 1917. In Italia è noto anche con il titolo L'emigrante.
Nel 1998 è stato scelto per la conservazione nel National Film Registry della Biblioteca del Congresso degli Stati Uniti.

## Trama
Sul piroscafo della speranza sono ammassati gli emigranti diretti nel nuovo mondo, senza distinzione di razza, sesso e provenienza, accomunati dal desiderio di ricostruirsi una vita migliore. Tra questi un vagabondo solitario che tra tanti derelitti e decrepite figure pare godere di buona salute, unica sua dote e bagaglio; una bisca improvvisata sul ponte della nave gli consente di racimolare qualche danaro vincendo alle carte ed ai dadi, dimostrando abilità insospettate.
La campana del rancio interrompe l'attività e raccoglie i passeggeri nella sala mensa che pare sconvolta dalla furia dell'oceano rendendo problematica la consumazione del frugale piatto dispensato e seguente l'ondeggiare dell'imbarcazione offrendosi di volta in volta, scivolando sul desco, alla consumazione ora dell'uno ora del commensale in fronte.
Il conseguente mal di mare collettivo contagerà tutti. Una giovane donna in compagnia dell'anziana madre, lasciatala momentaneamente sola per consumare il suo pasto, usufruisce della gentilezza di Charlot che le cede il posto alla mensa, colpito dalla grazia di lei.
Al ritorno sul ponte la giovane si accorge con disperazione che alla madre è stato sottratto il denaro di cui esse disponevano, commuovendo Charlot che le fa dono del proprio, vinto in precedenza al giuoco. La vista della Statua della libertà annuncia l'arrivo a destinazione e le vite degli emigranti si dividono per prendere ognuna la propria direzione.
I primi tempi sul suolo straniero non sono meno problematici di quelli sfuggiti nella terra d'origine, in particolare per il nostro vagabondo la fame è la più fedele compagna e quando incredibilmente si imbatte, inciampandovi, in una moneta smarrita sul selciato proprio di fronte all'ingresso di un ristorante, saggiatane la consistenza coi denti, si dirige felice nel locale sistemandosi a fianco di un cliente intento nella sua consumazione; a gesti, con qualche difficoltà di linguaggio riesce ad ordinare ad un mastodontico capocameriere un piatto di fagioli, che scoprirà in seguito alquanto piccanti, e un buon metro di pane.
Coltello e forchetta non consentono una consumazione adeguata dei fagioli ed il metodo alquanto poco ortodosso adottato da Charlot, finiranno per disgustare il vicino che abbandona il locale, in un angolo del quale il vagabondo scorge la ragazza incontrata sul piroscafo e presentatosi la invita al suo tavolo offrendole la consumazione, apprendendo, dal lutto esibito, della scomparsa della di lei genitrice.
Nel locale un cliente cui mancano 10 centesimi nel saldo del conto viene assalito da un nugolo di camerieri e malmenato a calci e pugni dispensati generosamente dal capocameriere. Tastandosi la tasca dei pantaloni Charlot scopre con terrore di aver smarrito la sua moneta e già si prefigura la sorte che lo attende quando gli si profila la salvezza nelle vesti di un cliente pittore che attratto dalla bellezza della ragazza, proponendole un ritratto, e saldando il proprio conto consente allo scaltro Charlot di infilare il biglietto della propria consumazione sotto la mancia lasciata per il cameriere, avendo salva la vita.
L'appuntamento nello studio dell'artista è fissato per il giorno successivo, istantaneo invece l'acconto che Charlot si fa anticipare e col quale propone alla giovane amica di contrarre licenza matrimoniale, una volta vinte le reticenze, per altro poco convincenti della giovane, che alla fine, raggiante acconsente, trasportata di peso dentro l'ufficio pratiche familiari dove un impassibile funzionario provvede al disbrigo della pratica. Gli eventi successivi si immaginano di eterna felicità.

## Produzione
Il film fu prodotto dalla Lone Star Corporation e venne girato nei Chaplin Studios, al 1416 N. di La Brea Avenue a Hollywood.
Così come per Charlot marinaio del 1915, film girato per la casa di produzione Mutual, per simulare l'ondeggiare della nave e aggiungere realismo alle scene, Chaplin fece costruire una cabina basculante, ambientandovi le scene in interno, per cui bastava spostare il peso da una parte o dall'altra per ricreare il beccheggiare dell'imbarcazione. Il cameraman Roland Totheroh, così come il collega Harry Ensign nel film Essanay, modificò il sistema di ancoraggio della macchina da presa applicandovi un peso fin quasi a terra di modo che potesse ondeggiare morbidamente.

## Distribuzione
Distribuito dalla Mutual Film, il film uscì nelle sale cinematografiche USA il 17 giugno 1917. Copia della pellicola - positivo in 35 mm - viene conservata negli archivi della Library of Congress. Nel 2006, la Image Entertainment lo ha distribuito in DVD, contenuto in un'antologia comprendente 12 titoli per un totale di 301 minuti, dal titolo The Chaplin Mutual Comedies - 90th Anniversary Edition (1916-1917).

## Curiosità
La scena in cui l'avventore che non riesce a pagare il conto viene malmenato e buttato fuori dal locale sarà ripresa in un film comico di Stan Laurel, amico di Chaplin, e Oliver Hardy.
Fece discutere l'interpretazione che ne dette Chaplin nel suo film, allorché accompagnò la didascalia che compariva sullo schermo indicante l'arrivo nel paese della libertà con la scena successiva in cui zelanti funzionari dell'immigrazione statunitense imbrigliano con corde e con modi eccessivamente bruschi gli emigranti, come fossero bestiame, in attesa di sbrigare le formalità per lo sbarco: da uno di questi, Chaplin riceverà un calcio nel posteriore.